# Nathan Löwenstein von Opoka

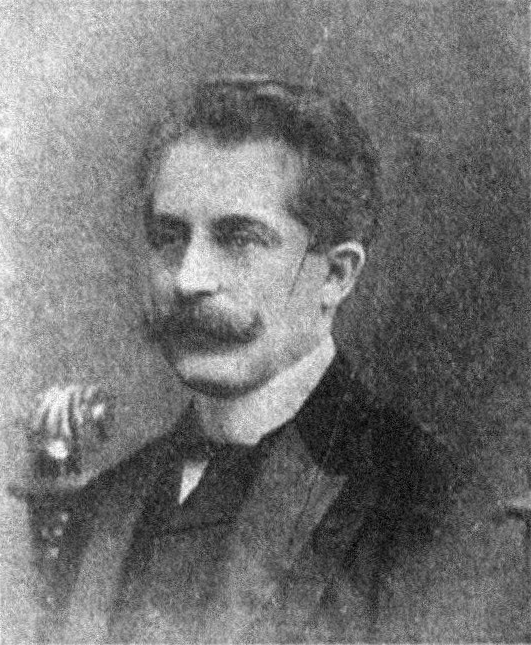
Nathan Löwenstein von Opoka

Nathan Löwenstein von Opoka (* 14. Februar 1859 in Butschowitz in Mähren; † 21. Mai 1929 in Lemberg) war ein österreichisch-polnischer Parlamentarier und Jurist jüdischer Abstammung.

## Leben
Nathan Löwenstein wurde als Sohn des Lemberger Rabbiners Bernhard Löwenstein (1821–1889) und Lina geb. Goldberg geboren. Er studierte Rechtswissenschaften an den Universitäten in Wien, Krakau (Doktorat 1884) und Leipzig. Aus den Einkünften aus seiner Advokatskanzlei erwarb er mehrere Landgüter. Ab 1889 war er Mitglied der Galizischen Musikalischen Gesellschaft, ab 1893 der Lemberger Rechtsanwaltskammer. Er förderte die Assimilierung der jüdischen Bevölkerung mit dem polnischen Volk. 1894 wirkte er mit an der Veranstaltung der Allgemeinen Landesausstellung in Lemberg. 1912 fügte er seinem Familiennamen den Zusatz „von Opoka“ an.
1894 bis 1929 war er Mitglied des Lemberger Stadtrates. 1895 bis 1914 wurde er zum Galizischen Landtag gewählt. 1907 bis 1917 war er Abgeordneter der XI. und XII. Legislaturperiode des österreichischen Abgeordnetenhauses. Er war Mitbegründer der Galizischen Sparkasse. 1918 nahm er als Verteidiger im Eidkrise-Prozess gegen die polnischen Legionäre vor dem Militärgericht in Máramarossziget teil. 1922 beendete er seine politische Tätigkeit. Nathan Löwenstein war Mitbegründer des Lemberger jüdischen Bürgerklubs. Er förderte vor allem den Schriftsteller Jonas Kreppel.
Sein Sohn Stanisław Opoka-Loewenstein (1890–1944) war Historiker und sozialistischer Aktivist.